# Jonny Coyne
Pour les articles homonymes, voir Coyne.
Jonny Coyne est un acteur britannique né le 15 octobre 1959.

## Filmographie

### Cinéma
- 1996 : Secrets et Mensonges : le fiancé
- 2003 : Lara Croft : Tomb Raider, le berceau de la vie : Gus Petraki
- 2006 : Dark Corners : le deuxième prêtre
- 2007 : Irina Palm : Dave
- 2007 : Night Junkies : Maxi
- 2009 : Casse-noisette en 3D : Gnomad
- 2010 : Coffee Sex You : Alex Day
- 2010 : London Boulevard : le gros
- 2012 : Would You Rather : Bevans
- 2013 : Gangster Squad : Grimes
- 2013 : Very Bad Trip 3 : Hector
- 2013 : African Gothic : Grove
- 2013 : Smokin' : Shopkeeper
- 2018 : Opération Beyrouth (Beirut) de Brad Anderson : Bernard Teppler
- 2018 : La Nonne (The Nun) de Corin Hardy : Gregoro
- 2020 : Le Blues de Ma Rainey (Ma Rainey's Black Bottom) de George C. Wolfe : Sturdyvant
- 2023 : The Family Plan de Simon Cellan Jones : Spiros
- 2026 : The Mandalorian and Grogu de Jon Favreau

### Télévision
- 1990 : La Brigade du courage : le directeur du DHSS (1 épisode)
- 1990-2008 : The Bill : plusieurs personnages (5 épisodes)
- 1996 : Les Voyages de Gulliver : Yahoo
- 1997 : All Quiet on the Preston Front : Vince (1 épisode)
- 2003 : En immersion (1 épisode)
- 2004 : Casualty : Roger Morgan (1 épisode)
- 2005 : EastEnders : un photographe (1 épisode)
- 2006 : Pulling : Paulos (1 épisode)
- 2007 : Supergrass : Bertie Smalls
- 2008 : Affaires non classées : M. Marigold (1 épisode)
- 2008 : Sharpe's Peril : Croop
- 2009 : Hotel Babylon : Dickie Balls (1 épisode)
- 2009 : Merlin : Asgerd (1 épisode)
- 2009 : Big Top : Oncle Rico (1 épisode)
- 2010 : Evan and Gareth Save the World : Van Helsing
- 2010 : Miss Marple : Le Miroir se brisa : l'officier français
- 2010 : Undercovers : le gouverneur (2 épisodes)
- 2012 : Alcatraz : Warden Edwin James (13 épisodes)
- 2013 : Once Upon a Time in Wonderland : Dr Lydgate
- 2016 : 22.11.63 : George de Mohrenschildt
- 2017 : Twin Peaks (saison 3, épisode 16) : Le comptable
- 2017-2018 : Blacklist : Ian Garvey
- 2017-2018 : Preacher : Saint-Père d'Aronique
- 2019 : The Trial of Christine Keeler : Peter Rachman

## Voix françaises
- Pascal Casanova[1] dans :
  - Alcatraz (série télévisée)
  - Blacklist (série télévisée)
  - Monster

Et aussi
- Bernard-Pierre Donnadieu dans Lara Croft : Tomb Raider, le berceau de la vie[2]
- Charles Borg dans The Grinder[3] (série télévisée)
- Patrick Raynal dans Mom[3] (série télévisée)
- Michel Laroussi[3] ou Sacha Vikouloff[4] dans 22.11.63 (série télévisée)
- Achille Orsoni dans Preacher[3] (série télévisée)
- Paul Borne dans Le Blues de Ma Rainey
- Patrick Messe dans Bodies (mini-série)